# Schietpartij in Sutherland Springs op 5 november 2017
Op 5 november 2017 vond in Sutherland Springs in Texas een schietpartij plaats in een kerk. Om ongeveer 11:30 lokale tijd betrad een man de First Baptist Church in Wilson County en begon te schieten. De dader werd beschoten door Stephen Willeforde, een buurtbewoner die te hulp kwam, en tweemaal getroffen. Daarop vluchtte de dader in zijn auto, en werd door Willeford en een andere burger achtervolgd door het naburige Guadalupe County. De burger belde tijdens de achtervolging de politie om te vertellen dat ze achter de dader aanreden en waar ze zich bevonden. De dader raakte door bloedverlies de controle over zijn voertuig kwijt, en beroofde na de zichzelf van het leven. Toen de politie arriveerde bleek hij te zijn overleden. De dader is geïdentificeerd als de 26-jarige Devin Patrick Kelley.
De gouverneur van Texas, Greg Abbott, betuigde via een officieel statement zijn steun aan de nabestaanden. Ook president Trump twitterde vanuit Japan dat hij de situatie volgt en met de nabestaanden meeleeft.
De schietpartij is met 26 doden de dodelijkste schietpartij in een kerk in de geschiedenis van de Verenigde Staten.